# Solomon Hochoy
Sir Solomon Hochoy (* 20. April 1905 in Jamaika; † 15. November 1983 in Blanchisseuse) war der letzte britische Gouverneur von Trinidad und Tobago und der erste Generalgouverneur des Landes nach seiner Unabhängigkeit. Er war der erste nicht-weiße Gouverneur einer britischen Kronkolonie.

## Leben
Hochoys Familie hat einen Hakka-Hintergrund und migrierte von Jamaika nach Trinidad, als er zwei Jahre alt war. Er wuchs in Blanchisseuse auf, einem damals kleinen, agrarisch geprägten Dorf an der Nordküste. 1935 heiratete er Thelma Edna Huggins (* 17. September 1910 in Saint Madeleine bei San Fernando). Nach der Unabhängigkeit Trinidads nahm er im Oktober 1963 die trinidadische Staatsangehörigkeit an. Nach seiner beruflichen Karriere verbrachte Hochoy seinen Lebensabend in Blanchisseuse. Dort starb er 1983 im Alter von 78 Jahren. Er ist im Botanischen Garten von Port of Spain begraben. Seine Frau Thelma starb 2010 im Alter von 99 Jahren. Privat trat Hochoy als Förderer der British and Foreign Bible Society, des britischen Roten Kreuzes und der trinidadischen Pfadfinder hervor.

## Karriere
Nachdem Hochoy dank eines Stipendium das Saint Mary’s College in Port of Spain besuchen konnte, begann er seine berufliche Laufbahn als Angestellter einer Eisenwarenhandelsfirma sowie eines Notars. 1927 trat er als Zählmeister der Hafenbehörde in den Staatsdienst ein. Seine erste Anstellung fand er in der Abteilung, die die Küstendampfschiffahrtslinie verwaltete. 1939 wechselte er in die Abteilung für Wirtschaftsförderung. Von 1944 bis 1949 war er labor officer und von 1949 bis 1955 labor commissioner. 1951 repräsentierte Hochoy die britischen westindischen Kolonien bei der 34. Jahreskonferenz der Internationalen Arbeitsorganisation in Genf. 1956 wurde er erst zum stellvertretenden Kolonialminister und im Zuge einer Verfassungsreform wenig später zum Kolonialminister ernannt, dem zweithöchsten Amt innerhalb einer Kolonie nach dem Gouverneursposten. Am 20. November 1959 wurde Hochoy von Elisabeth II. zum Ritter geschlagen und am 16. Juli 1960 zum Gouverneur von Trinidad und Tobago ernannt, das damals der kurzlebigen Westindischen Föderation angehörte. Mit der Unabhängigkeit Trinidads wurde Hochoy am 31. August 1962 automatisch Generalgouverneur des neu gegründeten Landes. Der Titel Präsident wurde in Trinidad erst mit dem Übergang zur Republik 1976 eingeführt. 1969 wurde Hochoy mit dem Trinity Cross ausgezeichnet, der damals höchsten Auszeichnung des Landes. 1972 zog er sich aus der Politik zurück und wurde von Ellis Clarke abgelöst.

## Auszeichnungen
- 1952: Officer des  Order of the British Empire
- 1959: Knight Commander des Order of St. Michael and St. George[5]
- 1961: Knight of Justice des Order of St. John
- 1962: Knight Grand Cross des Order of St. Michael and St. George[5]
- 1966: Knight Grand Cross des Royal Victorian Order[5]
- 1969: Trinity Cross
- Gran Cordón des Orden del Libertador (Venezuela)
- Ehrendoktorwürde der University of the West Indies

## Posthume Wirkung und Bewertung
Hochoy ist zwar nicht in Trinidad geboren, hat aber fast sein gesamtes Leben dort verbracht und gilt mithin als Einheimischer. Als „Trini“ in der Funktion des Kolonialministers, des zweithöchsten Repräsentanten der Insel, leistete er dem Wunsch der Bevölkerung nach Unabhängigkeit Vorschub und verlieh ihr Selbstvertrauen. Gerüchte darüber, dass Hochoy aus politischen Gründen als Gouverneur ausgewählt wurde, um die Gespräche über die Verfassung der Westindischen Föderation zu beeinflussen, wurden von der britischen Regierung dementiert. Hochoys Amtsausübung wird als „ruhig und fürsorglich“ gewertet. Der Sir Solomon Hochoy Highway ist nach ihm benannt. 1972 vergab die University of the West Indies einen Sir Solomon Hochoy Award für den besten Universitätsabschluss im Bereich Maschinenbau. Mit dem Sir Solomon Hochoy Cup ist ein Pokal der T&T Rugby Football Union nach Hochoy benannt.